# Parkwood Entertainment
La Parkwood Entertainment è una casa di produzione cinematografica e etichetta discografica statunitense.

## Storia
La Parkwood Entertainment è stata fondata nel 2008 da Beyoncé come casa di produzione dei suoi film e videoclip. Nel 2008 e nel 2009 ha prodotto le pellicole Cadillac Records e Obsessed. Nel 2013 la Parkwood ha pubblicato, a sorpresa, l'album eponimo di Beyoncé e l'anno successivo ha avviato una collaborazione con Topshop, fondando la  Parkwood Topshop Athletic Ltd, per produrre linee di abbigliamento sportivo. Dal 2015 ha iniziato a fornire management ad artisti quali Chloe x Halle, Sophie Beem e Ingrid.
Fast Company ha inserito la Parkwood per due volte nella lista da loro stilata riguardante le compagnie più innovative nel settore musicale, nel 2015 e 2017.

## Artisti
- Beyoncé
- Chloe x Halle
- Chlöe
- Halle
- Ingrid Burley
- Sophie Beem

## Progetti discografici
Gli album sono stati pubblicati in associazione con la Columbia Records.
- 4 – album di Beyoncé (2011)
- Beyoncé – album di Beyoncé (2013)
- Lemonade – album di Beyoncé (2016)
- Sugar Symphony – EP di Chloe x Halle (2016)
- The Two of Us – mixtape di Chloe x Halle (2017)
- The Kids Are Alright  – album di Chloe x Halle (2018)
- Homecoming: The Live Album – album dal vivo di Beyoncé (2013)
- The Lion King: The Gift – album colonna sonora di Il re leone e Black Is King (2019)
- Ungodly Hour – album di Chloe x Halle (2020)
- Renaissance – album di Beyoncé (2022)
- In Pieces – album di Chlöe (2023)
- Cowboy Carter – album di Beyoncé (2024)

## Progetti cinematografici
- Cadillac Records, regia di Darnell Martin (2008)
- Obsessed, regia di Steve Shill (2009)
- Homecoming, regia di Beyoncé Knowles-Carter (2019)
- Black Is King, regia di Beyoncé Knowles-Carter, Kwasi Fordjour, Emmanuel Adjei, Blitz Bazawule, Ibra Ake, Jenn Nkiru, Jake Nava, Pierre Debusschere, Dikayl Rimmasch (2020)
- Renaissance: a film by Beyoncé, regia di Beyoncé Knowles-Carter (2023)

## Progetti televisivi
- Beyoncé: Life Is But a Dream, speciale televisivo, HBO (2014)
- Beyoncé X10 The Mrs. Carter Show World Tour, speciale televisivo, HBO (2014)

- Lemonade, speciale televisivo, HBO (2016)
- Beyonce Presents: Making the Gift, speciale televisivo, ABC (2019)

## Progetti pubblicitari
- Ivy Park Rodeo per Ivy Park e Adidas (2021)
- Tiffany & Co.: About Love per Tiffany & Co. (2021)

## Tournée ed eventi dal vivo
- The Mrs. Carter Show World Tour di Beyoncé (2013-2014)
- On the Run Tour di Beyoncé e Jay-Z  (2014)